# Hajdaszek
Hajdaszek est un village Pologne de la commune de commune de Kije situé à pińczów poviat dans la Voïvodie de Świętokrzyskie le village de Kije a son siège à Pińczów.